# 水守亀之助
水守 亀之助（みずもり かめのすけ、1886年（明治19年）6月22日 - 1958年（昭和33年）12月15日）は兵庫県出身の小説家。

## 人物・来歴
兵庫県若狭野村(現・相生市)生まれ。大阪の医学校を中退して1906年に上京し、1907年には田山花袋に入門。春陽堂で編集者となる。1914年、徳田秋声の紹介で中央公論社に入るも1日で退職。1919年、中村武羅夫の紹介で新潮社に入社。『新潮』編集部に入る。編集者生活の傍ら、自然主義の影響下に『末路』『帰れる父』などを発表。中村武羅夫や加藤武雄と共に新潮三羽烏と称された。1923年には文学雑誌『随筆』を主宰し、八木隆一郎を書生とする。1924年、1925年に『少女倶楽部』で連載した「涙の握手」「残月の曲」で人気を集める。
1945年5月、東京大空襲で罹災し、妻を喪うと共に自身も顔面に大火傷を負い、自宅を失う。餓死の噂を立てられたこともあるが、1953年、朝日新聞社から随筆『わが文壇紀行』を刊行。
晩年は年少の友人たちと共に同人誌『かもめ』を創刊したが、その第1号の編集を終えた直後に高血圧の発作で倒れ、半身不随となる。以後は生活保護と文壇関係者のカンパを受けて入院先を転々とする。脳軟化のため東京都港区白金の施療病院で死去。

## 著書

### 単著
- 『帰れる父』新潮社〈新進作家叢書 21〉、1920年1月。NDLJP:932956。
- 『愛着』新潮社、1921年5月。
- 『恋愛の後』金星堂〈金星堂名作叢書 31〉、1922年7月。NDLJP:962457。
- 『新しき岸へ』 （1）恋愛時代、新潮社、1922年10月。NDLJP:970314。
- 『花枕』聚英閣〈現代傑作選集 3〉、1923年2月。
- 『闇を歩く』新潮社〈中篇小説叢書 13〉、1923年5月。NDLJP:969973。
- 『傷ける心』大阪毎日新聞社・東京日日新聞社、1923年10月。NDLJP:979286。
- 『涙の握手』大日本雄弁会講談社、1925年4月。
- 『愛に甦る』大阪屋号書店、1925年9月。NDLJP:1018230。
- 『我が墓標』大阪屋号書店、1926年9月。NDLJP:978193。
- 『通り魔』人文会出版部、1926年11月。NDLJP:978305。
- 『候虫時鳥』人文会出版部〈日本エツセイ叢書 10〉、1928年1月。
- 『処女の心』楽園書房、1934年2月。NDLJP:1027532。
- 『闇の信号』天元社、1940年。（大江太刀夫の変名）
- 『戊辰血笑記』昭和書房、1941年3月。NDLJP:1134381。
- 『地上の星』教材社、1942年5月。
- 『偉人 勝海舟』東和出版社〈現代青年読物撰書〉、1942年6月。NDLJP:1043586。
- 『坂本竜馬』人文会出版部、1942年12月。NDLJP:1058031。
- 『涙の握手』ポプラ社〈少年少女小説名作選〉、1948年10月。
- 『母の行くえ』天馬社、1949年4月。
- 『泥から出た天使』大槻さだを装幀・挿画、天馬社〈少年少女読物選〉、1949年11月。NDLJP:1169909。
- 『残月の曲』ポプラ社、1950年3月。
- 『わが文壇紀行』朝日新聞社〈朝日文化手帖〉、1953年11月。
- 『わが文壇紀行 続』朝日新聞社〈朝日文化手帖〉、1954年5月。

### 編纂
- 正宗白鳥『白鳥随筆集』人文会出版部〈明治大正随筆選集 17〉、1926年3月。NDLJP:1017162。
- 『類語文例文章大辞典』河野成光館、1938年9月。
  - 『類語・文例辞典』柏書房、1980年12月。

### 共編
- 加藤武雄、水守亀之助共編 編『類語類例新詞藻辞典』東光社、1937年2月。

## 関連書
- 『水守亀之助資料目録』相生市教育委員会〈相生市史編纂資料別冊〉、1981年3月。
- 瀬沼壽雄 編『水守亀之助書誌と作品』京王書林、1999年1月。
- 桑本幸信『水守亀之助伝』桑本幸信、1992年7月。